# Turkse voetbalbeker
De Beker van Turkije (Turks: Türkiye Kupası) is het nationale voetbalbekertoernooi in Turkije en wordt georganiseerd door de Turkse voetbalbond (TFF). Het toernooi bestaat sinds 1962. Sinds het seizoen 2009/10 is de bank Türkiye Cumhuriyeti Ziraat Bankası de sponsor van de Turkse beker. Daarom heet het toernooi sinds dit seizoen Ziraat Türkiye Kupasi.

## Opzet
Sinds het seizoen 2017/18 werd de opzet van het toernooi veranderd. In de eerste twee rondes worden de clubs ingedeeld in regionale potten, waarna een vrije loting volgt. Er wordt per ronde één duel gespeeld. In de derde en vierde ronde worden de clubs bij de loting een geplaatste en een ongeplaatste status gegeven, wederom vindt er één wedstrijd per ronde plaats.
In de vijfde ronde stromen de vijf clubs in die het voorgaande seizoen plaats 1 t/m 4 in de Süper Lig hebben behaald samen met de winnaar van de Türkiye Kupası van het vorige jaar. Er is een onderscheid in een geplaatste en ongeplaatste status. De wedstrijden worden in een heen- en terugwedstrijd afgewerkt.
Bij de laatste 16 en kwartfinales wordt aan de ploegen bij de loting opnieuw een geplaatste dan wel ongeplaatste status gegeven. De wedstrijden worden in een heen- en terugwedstrijd afgewerkt.
De halve finales kennen een vrije loting die over twee wedstrijden worden gespeeld. De winnaars van de halve finale ontmoeten elkaar eenmaal in de finale op neutraal terrein. De winnaar van de finale mag deelnemen in de play-offs voor de groepsfase van de UEFA Europa League en mag ook aan het begin van het volgend voetbalseizoen om de Turkse supercup spelen. Hierin spelen de winnaar van de Turkse beker en de kampioen van de Süper Lig tegen elkaar. Als de winnaar van de Turkse beker mag deelnemen aan de UEFA Champions League, of kwalificatie ervan, mag de hoogstgeplaatste Süper Lig-team zonder Europeesticket deelnemen aan de play-offs voor de Europa League.

## Finales
| Jaar | Stadion                    | Winnaar                   | Uitslag(en)        | Finalist             |
| ---- | -------------------------- | ------------------------- | ------------------ | -------------------- |
| 1963 |                            | Galatasaray               | 2-1, 2-1           | Fenerbahçe           |
| 1964 | 0-0, 3-0 r *               | Galatasaray               | Altay Izmir        |                      |
| 1965 | 0-0, 1-0                   | Galatasaray               | Fenerbahçe         |                      |
| 1966 | BJK Inönüstadion           | Galatasaray               | 1-0                | Beşiktaş             |
| 1967 |                            | Altay Izmir               | 2-2 wnl *          | Göztepe Izmir        |
| 1968 | Fenerbahçe                 | 2-0, 0-1                  | Altay Izmir        |                      |
| 1969 | Göztepe Izmir              | 1-0, 1-1                  | Galatasaray        |                      |
| 1970 | Göztepe Izmir              | 1-2, 3-1                  | Eskişehirspor      |                      |
| 1971 | Eskişehirspor              | 0-1, 2-0                  | Bursaspor          |                      |
| 1972 | Ankaragücü                 | 0-0, 3-0                  | Altay Izmir        |                      |
| 1973 | Galatasaray                | 3-1, 1-1                  | Ankaragücü         |                      |
| 1974 | Fenerbahçe                 | 0-1, 3-0                  | Bursaspor          |                      |
| 1975 | Beşiktaş                   | 0-1, 2-0                  | Trabzonspor        |                      |
| 1976 | Galatasaray                | 1-1, 1-1 ns (5-4)         | Trabzonspor        |                      |
| 1977 | Trabzonspor                | 1-0, 0-0                  | Beşiktaş           |                      |
| 1978 | Trabzonspor                | 3-0, 0-0                  | Adana Demirspor    |                      |
| 1979 | Fenerbahçe                 | 1-2, 2-0                  | Altay Izmir        |                      |
| 1980 | Altay Izmir                | 1-0, 1-1                  | Galatasaray        |                      |
| 1981 | Ankaragücü                 | 2-1, 0-0                  | Boluspor           |                      |
| 1982 | Galatasaray                | 3-0, 1-2                  | Ankaragücü         |                      |
| 1983 | Fenerbahçe                 | 2-0, 2-1                  | Mersin Idman Yurdu |                      |
| 1984 | İzmir Atatürkstadion       | Trabzonspor               | 2-0                | Beşiktaş             |
| 1985 |                            | Galatasaray               | 2-1, 0-0           | Trabzonspor          |
| 1986 | Bursa Atatürkstadion       | Bursaspor                 | 2-0                | Altay Izmir          |
| 1987 |                            | Gençlerbirliği            | 5-0, 1-2           | Eskişehirspor        |
| 1988 | Sakaryaspor                | 2-0, 1-1                  | Samsunspor         |                      |
| 1989 | Beşiktaş                   | 1-0, 2-1                  | Fenerbahçe         |                      |
| 1990 | Beşiktaş                   | İzmir Atatürkstadion      | 2-0                | Trabzonspor          |
| 1991 | Galatasaray                | İzmir Atatürkstadion      | 3-1                | Ankaragücü           |
| 1992 |                            | Trabzonspor               | 0-3, 5-1           | Bursaspor            |
| 1993 | Galatasaray                | 1-0, 2-2                  | Beşiktaş           |                      |
| 1994 | Beşiktaş                   | 3-2, 0-0                  | Galatasaray        |                      |
| 1995 | Trabzonspor                | 3-2, 1-0                  | Galatasaray        |                      |
| 1996 | Galatasaray                | 1-0, 1-1                  | Fenerbahçe         |                      |
| 1997 | Kocaelispor                | 1-0, 1-1                  | Trabzonspor        |                      |
| 1998 | Beşiktaş                   | 1-1, 1-1 ns (4-2)         | Galatasaray        |                      |
| 1999 | Galatasaray                | 0-0, 2-0                  | Beşiktaş           |                      |
| 2000 | Galatasaray                | Diyarbakır Atatürkstadion | 5-3 nv             | Antalyaspor          |
| 2001 | Kayseri Atatürkstadion     | Gençlerbirliği            | 2-2 ns (4-1)       | Fenerbahçe           |
| 2002 | Bursa Atatürkstadion       | Kocaelispor               | 4-0                | Beşiktaş             |
| 2003 | Antalya Atatürkstadion     | Trabzonspor               | 3-1                | Gençlerbirliği       |
| 2004 | Atatürk Olympisch Stadion  | Trabzonspor               | 4-0                | Gençlerbirliği       |
| 2005 | Atatürk Olympisch Stadion  | Galatasaray               | 5-1                | Fenerbahçe           |
| 2006 | İzmir Atatürkstadion       | Beşiktaş                  | 3-2 nv             | Fenerbahçe           |
| 2007 | İzmir Atatürkstadion       | Beşiktaş                  | 1-0 nv             | Kayseri Erciyesspor  |
| 2008 | Bursa Atatürkstadion       | Kayserispor               | 0-0 ns (11-10)     | Gençlerbirliği       |
| 2009 | İzmir Atatürkstadion       | Beşiktaş                  | 4-2                | Fenerbahçe           |
| 2010 | Şanlıurfa GAP-stadion      | Trabzonspor               | 3-1                | Fenerbahçe           |
| 2011 | Kayseri Kadir Hasstadion   | Beşiktaş                  | 2-2 ns (4-3)       | Istanbul BB          |
| 2012 | Ankara 19 Mayısstadion     | Fenerbahçe                | 4-0                | Bursaspor            |
| 2013 | Ankara 19 Mayısstadion     | Fenerbahçe                | 1-0                | Trabzonspor          |
| 2014 | Konya Atatürkstadion       | Galatasaray               | 1-0                | Eskişehirspor        |
| 2015 | Bursa Atatürkstadion       | Galatasaray               | 3-2                | Bursaspor            |
| 2016 | Antalyastadion             | Galatasaray               | 1-0                | Fenerbahçe           |
| 2017 | Yeni Eskişehirstadion      | Konyaspor                 | 0-0 ns (4-1)       | Istanbul BB          |
| 2018 | Diyarbakır Stadion         | Akhisar Belediyespor      | 3-2                | Fenerbahçe           |
| 2019 | Nieuw Sivas 4 Eylülstadion | Galatasaray               | 3-1                | Akhisar Belediyespor |
| 2020 | Atatürk Olympisch Stadion  | Trabzonspor               | 2-0                | Alanyaspor           |
| 2021 | Gürsel Akselstadion        | Beşiktaş                  | 2-0                | Antalyaspor          |
| 2022 | Atatürk Olympisch Stadion  | Sivasspor                 | 3-2 nv             | Kayserispor          |
| 2023 | Gürsel Akselstadion        | Fenerbahçe                | 2-0                | Istanbul Başakşehir  |
| 2024 | Atatürk Olympisch Stadion  | Beşiktaş                  | 3-2                | Trabzonspor          |
| 2025 | Gaziantepstadion           | Galatasaray               | 3-0                | Trabzonspor          |

* 1964: Altay Izmir speelde de tweede wedstrijd niet, Galatasaray won reglementair met 3-0.
* 1967: De finale eindigde onbeslist, Altay Izmir won na lottrekking door muntopgooi.

## Prestaties per club
| Rang | Club                 | Titels | Finalist | Winnaar in: | Verliezend finalist in:                                          |
| ---- | -------------------- | ------ | -------- | --- | ---------------------------------------------------------------- |
| 1    | Galatasaray          | 19     | 5        | 1963, 1964, 1965, 1966, 1973, 1976, 1982, 1985, 1991, 1993, 1996, 1999, 2000, 2005, 2014, 2015, 2016, 2019, 2025 | 1969, 1980, 1994, 1995, 1998                                     |
| 2    | Beşiktaş             | 11     | 6        | 1975, 1989, 1990, 1994, 1998, 2006, 2007, 2009, 2011, 2021, 2024                                                 | 1966, 1977, 1984, 1993, 1999, 2002                               |
| 3    | Trabzonspor          | 9      | 8        | 1977, 1978, 1984, 1992, 1995, 2003, 2004, 2010, 2020                                                             | 1975, 1976, 1985, 1990, 1997, 2013, 2024, 2025                   |
| 4    | Fenerbahçe           | 7      | 12       | 1968, 1974, 1979, 1983, 2012, 2013, 2023                                                                         | 1963, 1965, 1989, 1996, 2001, 2005, 2006, 2009, 2010, 2016, 2018 |
| 5    | Altay                | 2      | 5        | 1967, 1980 | 1964, 1968, 1972, 1979, 1986                                     |
| 6    | Gençlerbirliği       | 2      | 3        | 1987, 2001 | 2003, 2004, 2008                                                 |
| 6    | Ankaragücü           | 2      | 3        | 1972, 1981 | 1973, 1982, 1991                                                 |
| 8    | Göztepe              | 2      | 1        | 1969, 1970 | 1967                                                             |
| 9    | Kocaelispor          | 2      | 0        | 1997, 2002 |                                                                  |
| 10   | Bursaspor            | 1      | 5        | 1986 | 1971, 1974, 1992, 2012, 2015                                     |
| 11   | Eskişehirspor        | 1      | 3        | 1971 | 1970, 1987, 2014                                                 |
| 12   | Akhisar Belediyespor | 1      | 1        | 2018 | 2019                                                             |
| 13   | Kayserispor          | 1      | 1        | 2008 | 2022                                                             |
| 14   | Sakaryaspor          | 1      | 0        | 1988 |                                                                  |
| 14   | Sivasspor            | 1      | 0        | 2022 |                                                                  |
| 14   | Konyaspor            | 1      | 0        | 2017 |                                                                  |
| 17   | Istanbul Başakşehir  | 0      | 3        | | 2011, 2017, 2023                                                 |
| 17   | Antalyaspor          | 0      | 2        | | 2000, 2021                                                       |
| 19   | Adana Demirspor      | 0      | 1        | | 1978                                                             |
| 19   | Boluspor             | 0      | 1        | | 1981                                                             |
| 19   | Mersin İdman Yurdu   | 0      | 1        | | 1983                                                             |
| 19   | Samsunspor           | 0      | 1        | | 1988                                                             |
| 19   | Kayseri Erciyesspor  | 0      | 1        | | 2007                                                             |
| 19   | Alanyaspor           | 0      | 1        | | 2020                                                             |

1962-63 · 1963/64 · 1964/65 · 1965/66 · 1966/67 · 1967/68 · 1968/69 · 1969/70 · 1970/71 · 1971/72 · 1972/73 · 1973/74 · 1974/75 · 1975/76 · 1976/77 · 1977/78 · 1978/79 · 1979/80 · 1980/81 · 1981/82 · 1982/83 · 1983/84 · 1984/85 · 1985/86 · 1986/87 · 1987/88 · 1988/89 · 1989/90 · 1990/91 · 1991/92 · 1992/93 · 1993/94 · 1994/95 · 1995/96 · 1996/97 · 1997/98 · 1998/99 · 1999/00 · 2000/01 · 2001/02 · 2002/03 · 2003/04 · 2004/05 · 2005/06 · 2006/07 · 2007/08 · 2008/09 · 2009/10 · 2010/11 · 2011/12 · 2012/13 · 2013/14 · 2014/15 · 2015/16 · 2016/17 · 2017/18 · 2018/19 · 2019/20 · 2020/21 · 2021/22 · 2022/23 · 2023/24 · 2024/25
Süper Lig · TFF 1. Lig · TFF 2. Lig · TFF 3. Lig · Bölgesel Amatör Lig · Beker · Supercup

Turkse voetbalbond · Nationaal elftal